# Alan Hardy
Alan Timothy Hardy (Detroit, Michigan, 25 de mayo de 1957) es un exjugador de baloncesto estadounidense que disputó dos temporadas en la NBA y otra más en la liga italiana. Con 2,01 metros de estatura, jugaba en la posición de alero.

## Trayectoria deportiva

### Universidad
Jugó cuatro temporadas con los Wolverines de la Universidad de Míchigan, en las que promedió 6,9 puntos y 3,8 rebotes por partido. En 1976 disputó la Final Four del Torneo de la NCAA, cayendo en la final ante Indiana.

### Profesional
Tras no ser elegido en el Draft de la NBA de 1979, fichó al año siguiente por Los Angeles Lakers, donde fue uno de los jugadores menos utilizados del banquillo, disputando 22 partidos en los que promedió 2,3 puntos.
Al año siguiente firmó como agente libre por Detroit Pistons, donde jugó una temporada en la que promedió 3,7 puntos por partido. Tras ser despedido, se marchó a jugar al Pallacanestro Trieste de la liga italiana, donde en su única temporada promedió 17,1 puntos y 4,8 rebotes por encuentro.

## Estadísticas de su carrera en la NBA

### Temporada regular
| Temporada | Edad | Equipo             | Liga | P  | TIT | MIN | TC  | TCA | %TC  | 3P  | 3PA | %3P  | TL  | TLA | %TL  | R.OF. | R.DEF. | REB | ASIS | ROB | TAP | PER | FP  | PTS |
| 1980-81   | 23   | Los Angeles Lakers | NBA  | 22 |     | 5.0 | 1.0 | 2.7 | .373 | 0.0 | 0.0 |      | 0.3 | 0.5 | .700 | 0.4   | 0.5    | 0.9 | 0.1  | 0.0 | 0.4 | 0.5 | 0.6 | 2.3 |
| 1981-82   | 24   | Detroit Pistons    | NBA  | 38 | 0   | 8.2 | 1.6 | 3.6 | .456 | 0.0 | 0.1 | .000 | 0.5 | 0.8 | .621 | 0.4   | 0.5    | 0.9 | 0.5  | 0.2 | 0.1 | 0.5 | 0.8 | 3.7 |
| Total     |      |                    | NBA  | 60 | 0   | 7.0 | 1.4 | 3.3 | .431 | 0.0 | 0.1 | .000 | 0.4 | 0.7 | .641 | 0.4   | 0.5    | 0.9 | 0.4  | 0.2 | 0.2 | 0.5 | 0.8 | 3.2 |